# Под слънцето
„Под слънцето“ (на чешки: V paprscích slunce; на английски: Under the Sun) е документален филм на Виталий Мански от 2015 г. Той е копродукция между Чехия, Русия, Германия, Латвия и Северна Корея.
Световната премиера на филма е в Германия на 29 октомври 2015 г. В България филма е представен за първи път на 14 март 2017 г. в кино „Славейков“ на Френския институт в София.

## Награди
Филмът получава наградата на журито на филмовия фестивал в Хонконг и наградата на ФИПРЕССИ на филмовия фестивал в Санкт Петербург през 2016 г.

## Сюжет
Внимание:  Текстът по-долу разкрива сюжета на произведението (или части от него)!
Филмът представя живота на севернокорейско момиче и неговото семейство в подготовка по отбелязване на годишнина от рождението на Ким Чен Ир – Ден на изгряващата звезда. Част от сцените във филма са снимани без знанието на служителите на властта.